# Melcha albispina
Melcha albispina är en stekelart som först beskrevs av Cameron 1901.  Melcha albispina ingår i släktet Melcha och familjen brokparasitsteklar. Inga underarter finns listade i Catalogue of Life.